# Du är alltid en del utav mej
Du är alltid en del av mej är en sång som deltog i 1996 års melodifestival, framförd av Henrik Åberg. Texten är skriven av Lars Berghagen och musiken av Lasse Holm. Sången handlar om någon som förlorat en avhållen person. Sången har blivit vanlig vid begravningar, eftersom texten kan tolkas som ett avsked till en avliden person.
Melodin slogs ut efter första röstomgången i Melodifestivalen, men gick bra på Svensktoppen där den under perioden 23 mars-23 november 1996 låg 36 veckor, varav flera på förstaplats . Det innebar rekord för Melodifestivalbidrag på Svensktoppen, räknat efter 2006 års tävling . Rekordet slogs först 2010-2012 av Jessica Anderssons I did it for love. låg hela 97 veckor.
På den svenska singellistan låg den som högst på 28:e plats. Ett par år in i 2000-talet är det fortfarande Henrik Åbergs största och mest ihågkomna hitlåt.

## Listplaceringar
| Lista (1996) | Topplacering |
| ------------ | ------------ |
| Sverige      | 12 .         |